# Egyházmegyei Kincstár, Könyvtár és Kőtár
A Győri Egyházmegyei Kincstár, Könyvtár és Kőtár 1992-ben alapított egyházi, katolikus intézmény. A Széchényi György győri püspök, későbbi esztergomi érsek által 1688-ban épített Nagyszemináriumi épületben működik.

## Egységei
A könyvtárban korvinák és ősnyomtatványok is találhatók. Itt őrzik a 15. század második felében készült Zalka-antifonálét, az egyházi szertartások során énekelt szövegek hangjegyekkel ellátott díszes gyűjteményét.
A kincstár értékei közül kiemelkedik a 14. század közepén Párizsban készült elefántcsont triptichon, Bornemissza püspök püspöksüvege és Keresztély Ágost szentségtartója 1701-ből.
Külön egységként kezelik a Zichy-gyűjteményt, amely Mária Terézia által a püspöknek adományozott liturgiai tárgyakat tartalmazza.
A Győri székesegyház Szent László kápolnájában őrzik a 12-13. század fordulóján, I. László király (1077–1095) szentté avatása alkalmával készített és átalakított Szent László hermáját, az európai ötvösművészet remekét, az egyik legjelentősebb magyar egyházi és művészeti emléket.